# Bremer Vulkan Typ D
Die Schiffe des Bremer Vulkan Typ „D“ umfassten mehrere in den Jahren 1969 bis 1978 für verschiedene Reedereien gebaute Schiffsklassen und Einzelschiffe. Es waren Containerschiffe der zweiten Generation.

## Einzelheiten
Der Entwurf der D-Typ-Containerschiffe baut auf vorangegangenen Containerschiffen des Bremer Vulkan auf (beginnend mit dem Typ „B“-Schiff Weser Express der Elbe-Express-Klasse). Die Gruppe der Schiffe des Typ „D“ umfasst mehrere Bauvarianten, deren  Zusammengehörigkeit im Wesentlichen durch gemeinsame Grunddaten und Baumerkmale des Rumpfes bestimmt wird. Das Äußere der einzelnen Versionen weicht dagegen zum Teil stark voneinander ab und lässt sich wie folgt unterscheiden:
- ACT 1, ACT 2, Australian Endeavour (letztere lief als ACT 3 vom Stapel) und die etwas später gebaute ACT 6 bildeten die Grundversion der Baureihe.
- Die Melbourne Express des Norddeutschen Lloyd besaß auf eine höhere Tragfähigkeit als die drei ACT/ANL-Vorgängerbauten.
- Das Äußere der Schiffe der SL-18-Klasse (von denen zwei Nachbauten in den Vereinigten Staaten entstanden) wirkte durch die vorne angeordneten Aufbauten vollkommen anders, basierte aber auf demselben Grundentwurf.
- ACT 3, ACT 4, ACT 5 und Australian Exporter waren Nachbauten der frühen ACT-Schiffe mit höherer Kühlcontainerkapazität und veränderten Laderaumdetails. Sie verfügten über einen elektrohydraulischen Schiffskran auf dem Vorschiff. 1987 liefen mehrere der ACT-Schiffe die I.H.I.-Werft in Yokohama an, wo die Turbinenanlage durch einen Sulzer-8RTA62-Zweitaktdieselmotor mit einer Leistung von 17.100 PS ersetzt wurde. Die ACT 3 war später als America Star das letzte Schiff mit dem traditionellen Schornsteinsignet der Blue Star Line.
- Zim Montreal und Zim Hong Kong – Nachfolgebauten für ZIM.
- Die Dart Canada war die einzige von vornherein als Motorschiff abgelieferte Einheit der D-Schiffe.

## Die Schiffe
| Bremer Vulkan Typ D                            | Bremer Vulkan Typ D | Bremer Vulkan Typ D | Bremer Vulkan Typ D                             | Bremer Vulkan Typ D |
| Bauname                                        | Baunummer/ IMO-Nr.  | Indienststellung    | Auftraggeber                                    | Umbenennungen und Verbleib |
| ---------------------------------------------- | ------------------- | ------------------- | ----------------------------------------------- | --- |
| ACT 1                                          | 937/ 6901426        | März 1969           | ACT, London                                     | 1991 Discovery Bay , 1998 Discovery, am 7. September 1998 zum Abbruch in Alang eingetroffen |
| ACT 2                                          | 938/ 6913077        | 1969                | ACT, London                                     | 1983 Los Angeles, 1984 ACT 2, 1991 Moreton Bay , ab Mai 1998 verschrottet |
| ACT 3/ als Australian Endeavour fertiggestellt | 942/ 6916110        | 1969                | ACT, London Australian National Line, Melbourne | Abbruch ab 10. Juni 1985 in Kaohsiung |
| Melbourne Express                              | 956/ 7016943        | 1970                | Norddeutscher Lloyd, Bremen                     | 1986 Melbourne, 1987 Melbourne Range, ab 25. Februar 1988 in Kaohsiung verschrottet |
| S.T. Alexander                                 | 957/ 702217         | 1970                | Matson Navigation Company, San Francisco        | 1970 S.L. 180, 1973 Sea-Land Venture, ab 5. August 1989 in Chittagong verschrottet |
| H.P. Baldwin                                   | 958/ 7033020        | 15. März 1971       | Matson Navigation Company, San Francisco        | 1971 S.L. 181, 1973 Sea-Land Economy, ab 23. April 1989 in Kaohsiung verschrottet |
| ACT 3                                          | 970/ 7052909        | Juli 1971           | ACT, London                                     | 1987 zum Motorschiff umgebaut, 1991 America Star, ab 20. Februar 2003 bei Jiangyin Shipbreaking Company in Jiangyin abgebrochen                                                                    |
| ACT 4                                          | 971/ 7108162        | September 1971      | Blue Star Line, Port Line und Ellerman Lines    | 1987 zum Motorschiff umgebaut, 1992 Melbourne Star, ab 12. Februar 2003 bei Jiangyin Shipbreaking Company in Jiangyin abgebrochen                                                                  |
| ACT 5                                          | 972/ 7123382        | 3. November 1972    | Blue Star Line, London                          | 1987 bei IHI in Yokohama zum Motorschiff umgebaut, 1991 Sydney Star, ab 24. Januar 2003 bei Jiangyin Shipbreaking Company in Jiangyin abgebrochen                                                  |
| ACT 6                                          | 960/ 7226275        | 22. Dezember 1972   | ACT, London                                     | 1987 bei IHI in Yokohama zum Motorschiff umgebaut, 1991 Queensland Star, ab 14. Februar 2003 bei Jiangyin Shipbreaking Company in Jiangyin abgebrochen                                             |
| Australian Exporter                            | 973/ 7211335        | 1972                | Australian National Line, Melbourne             | 1990 Ali, 1990 MSC Mirella, Abbruch ab 17. April 1999 in Alang |
| Zim Montreal                                   | 981/ 7302926        | Mai 1973            | Container Cargo Lines, Monrovia                 | 1990 Zim Elat, Abbruch in Indien ab Januar 1997 |
| Zim Hong Kong                                  | 982/ 7327988        | November 1973       | Container Cargo Lines, Monrovia                 | 1992 Zim Venezia, ab September 1997 in Indien verschrottet |
| Dart Canada                                    | 993/ 7529122        | 1978                | Furness Withy & Co.,West Hartlepool             | 1981 Canadian Explorer, 1990 OOCL Bravery, 1998 Canmar Bravery, 1999 CAST Privilege, 2001 Canmar Bravery, 2005 CP Bravery, 2006 Bravery, 2006 Siu, ab 25. Dezember 2006 in Chittagong verschrottet |